# Duminica Însângerată (1972)
Duminica Însângerată (în engleză Bloody Sunday, în irlandeză Domhnach na Fola) - uneori numită Masacrul de la Bogside - a fost un incident petrecut la 30 ianuarie 1972 în orașul Derry, Irlanda de Nord, când armata britanică a deschis focul asupra unor civili neînarmați în timpul unui marș de protest pașnic împotriva menținerilor în arest efectuate de autorități, fără ca arestații să fie prezentați unui judecător. Paisprezece persoane au murit: treisprezece au fost ucise pe loc, în timp ce moartea unui alt bărbat, patru luni mai târziu, a fost atribuită rănilor sale. Multe dintre victime au fost împușcate în timp ce fugeau de soldați și unele au fost împușcate în timp ce încercau să-i ajute pe răniți. Alți protestatari au fost răniți de gloanțe sau bastoane de cauciuc, iar doi au fost răniți de vehicule militare. Marșul a fost organizat de Asociația drepturilor civile din Irlanda de Nord (NICRA). Soldații implicați au fost membri ai Batalionului 1, Regimentul Parașutiștilor, cunoscut și ca "1 Para".
Cântecul Sunday Bloody Sunday al formației U2 se referă la acest eveniment tragic.

## Context
Orașul Derry a fost perceput de mulți catolici și de naționaliștii irlandezi din Irlanda de Nord ca fiind chintesența a ceea ce a fost descris ca fiind „cincizeci de ani de proastă conducere unionistă”: în ciuda faptului că avea o majoritate naționalistă, gerrymandering s-au asigurat întotdeauna că majoritatea va fi unionistă. În același timp, orașul a fost perceput a fi lipsit de investiții publice - rutele feroviare către oraș au fost închise, autostrăzile nu s-au extins până la oraș, o universitate a fost deschisă în orașul relativ mic (majoritar protestant) Coleraine și nu în Derry și, mai presus de toate, locuințele orașului erau într-o stare îngrozitoare. Prin urmare, orașul a devenit un punct central al campaniei privind drepturile civile, condusă de organizații precum Asociația pentru Drepturile Civile din Irlanda de Nord (NICRA) la sfârșitul anilor 1960, iar în Derry așa-numita Bătălie de la Bogside – evenimentul care mai mult decat altele au împins administrația Irlandei de Nord să solicite sprijin militar pentru forțele civile care asigurau siguranța - a avut loc în august 1969.
Deși mulți catolici au considerat că armata britanică este o forță neutră, spre deosebire de ceea ce era considerat o forță de poliție sectariană, relațiile dintre ei s-au deteriorat în curând.
Ca răspuns la escaladarea nivelurilor de violență din Irlanda de Nord, arestul fără proces a fost introdus la 9 august 1971. În Irlanda de Nord au apărut tulburări după introducerea acestuia, 21 de persoane fiind ucise în trei zile de revoltă. În Belfast, soldații regimentului parașutiștilor au împușcat 11 civili catolici în ceea ce a devenit cunoscut sub numele de masacrul de la Ballymurphy. La 10 august, canonierul Paul Challenor a devenit primul soldat care a fost ucis de IRA la Derry, când a fost împușcat de un lunetist în zona Creggan. Alți șase soldați au fost uciși la Derry până la mijlocul lunii decembrie 1971. Cel puțin 1.332 de atacuri au avut loc asupra armatei britanice, care s-a confruntat și cu 211 explozii și 180 de incidente cu bombe cu cuie, armata britanică fiind în schimb implicată în 364 evenimente.
Activitatea IRA a crescut, de asemenea, în Irlanda de Nord, 30 de soldați britanici fiind uciși în restul lunilor anului 1971, spre deosebire de cei zece soldați uciși în perioada de dinainte de implementarea arestului fără proces. Atât IRA oficială, cât și IRA provizorie au stabilit zone prin utilizarea baricadelor în care atât armata britanică, cât și Poliția Regală (RUC) din Derry nu aveau ce căuta. Până la sfârșitul anului 1971, au fost instalate 29 de baricade pentru a împiedica accesul la ceea ce era cunoscut sub numele de Free Derry, 16 dintre acestea fiind impracticabile chiar și pentru vehiculele blindate ale armatei britanice. Membrii IRA au montat în mod deschis obstacole în fața mass-media și au avut loc ciocniri zilnice între tinerii naționaliști și armata britanică într-un loc cunoscut sub numele de "aggro corner". Din cauza revoltelor și deteriorării magazinelor cauzate de dispozitivele incendiare, au existat daune estimate la 4 milioane de lire sterline provocate afacerilor locale.

### Înainte de marș
La 18 ianuarie 1972 Brian Faulkner, prim-ministru al Irlandei de Nord, a interzis toate paradele și marșurile în Irlanda de Nord până la sfârșitul anului.
La 22 ianuarie 1972, cu o săptămână înainte de duminica sângeroasă, a avut loc un marș împotriva arestului fără proces la Magilligan, lângă Derry. Protestatarii au mers la o nouă tabără de arest, dar au fost opriți de soldații regimentului parașutiștilor. Când unii protestatari au aruncat cu pietre și au încercat să se deplaseze în jurul sârmei ghimpate, parașutiștii i-au respins înapoi trăgând gloanțe de cauciuc de la distanță și atacând apoi cu bastoanele. Parașutiștii au bătut rău un număr de protestatari și unii dintre ei au trebuit să fie opriți fizic de propriii lor ofițeri. Aceste acuzații de brutalitate ale parașutiștilor au fost raportate pe scară largă la televiziune și în presă. Unele persoane din armată au crezut, de asemenea, că a existat o violență nedorită din partea parașutiștilor.
NICRA a intenționat să organizeze un alt marș anti-arest în Derry duminică, 30 ianuarie, în pofida interdicției. Autoritățile au decis să permită ca marșul să se desfășoare în zonele catolice ale orașului, dar să-l oprească să ajungă în Piața Guildhall, așa cum au planificat organizatorii. Autoritățile se așteptau ca acest lucru să ducă la revolte. Generalul maior Robert Ford, pe atunci comandantul forțelor terestre din Irlanda de Nord, a ordonat ca Batalionul 1, regimentul parașutiștilor să fie trimis la Derry pentru a fi folosit la arestarea posibililor răufăcători. Operațiunea de arestare a fost codificată „Operațiunea Forecast”. Raportul Saville l-a criticat pe generalul Ford pentru alegerea acestui regiment de a participa la această operațiune, deoarece regimentul avea „o reputație pentru utilizarea violenței fizice excesive”. Parașutiștii au sosit în Derry în dimineața marșului și au ocupat poziții în oraș. Brigadierul Pat MacLellan a fost comandantul operațional și a emis ordine de la Ebrington Barracks. Acesta a dat ordine locotenentul colonelului Derek Wilford, comandant al batalionului. El la rândul său a dat ordine maiorului Ted Loden, care a comandat compania care a lansat operațiunea de arestare.

## Desfășurarea evenimentelor
Protestatarii au planificat să mărșăluiască de pe Bishop's Field, din cartierul Creggan, la Guildhall, în centrul orașului, unde urma să aibă loc un miting. Marșul a pornit la ora 14:45. În marș au pornit 10-15.000 de persoane, mulți alții alăturându-se pe traseu. Lordul Widgery, în tribunalul său acum discreditat, a spus că erau doar 3.000 până la 5.000.
Marșul s-a desfășurat de-a lungul străzii William, dar, apropiindu-se de centrul orașului, drumul era blocat de barierele armatei britanice. Organizatorii au redirecționat marșul de pe Rossville Street, intenționând să organizeze mitingul la Free Derry Corner. Cu toate acestea, unii s-au desprins de marș și au început să arunce cu pietre în soldații care au ridicat barierele. Soldații au tras cu gloanțe de cauciuc, gaz lacrimogen și tunuri de apă pentru a încerca să împrăștie turbulenții. Astfel de ciocniri între soldați și tineri erau frecvente, iar observatorii au raportat că revoltele nu erau intense.
Câțiva dintre cei din mulțime au observat parașutiști ascunși într-o clădire de trei etaje, cu vedere spre strada William, începând să arunce cu pietre spre ferestre. La ora 15:55, acești parașutiști au deschis focul. Civilii Damien Donaghy și John Johnston au fost împușcați și răniți în timp ce stăteau pe un teren de gunoi alăturat clădirii. Acestea au fost primele focuri trase. Soldații au susținut că Donaghy avea un obiect cilindric negru, dar ancheta Saville a concluzionat că toți cei împușcați erau neînarmați.
La ora 16:07, parașutiștii au primit ordine să treacă printre baricade și să-i aresteze pe cei care se luptau. Parașutiștii, pe jos și în vehicule blindate, i-au urmărit pe oameni pe Rossville Street și în Bogside. Doi oameni au fost doborâți de vehicule. Brigadierul MacLellan a ordonat ca o singură companie de parașutiști să fie trimisă printre baricade pe jos și că nu ar trebui să-i urmărească pe oameni pe strada Rossville. Colonelul Wilford nu a respectat aceste ordine, ceea ce a însemanat că nu făcea nici o deosebire între turbulenți și demonstranții pașnici.
Parașutiștii au coborât din vehicule și au început să-i aresteze pe oameni. Au existat numeroase reclamații despre parașutiști care băteau oameni cu patul puștilor, și trăgând gloanțe de cauciuc din apropiere și amenințând cu uciderea. Raportul Saville a fost de acord cu faptul că soldații „au folosit forța excesivă atunci când au arestat oamenii [...], precum și agresându-i în mod serios fără motiv în timp ce erau în custodia lor”.
Un grup de parașutiști a luat poziție lângă un zid la aproximativ 80 de metri în fața unei baricade de dărâmături care se întindea de-a lungul străzii Rossville. Câțiva oameni de la baricadă aruncau cu pietre înspre soldați, dar nici unul nu era destul de aproape ca să-i lovească. Soldații au tras asupra oamenilor de pe baricadă, ucigând șase și rănind un al șaptelea.
Un grup mare de persoane a fugit sau a fost urmărit în parcarea Rossville Flats. Această zonă era ca o curte, înconjurată pe trei laturi de apartamente înalte. Soldații au deschis focul, omorând un civil și rănind alți șase. Jackie Duddy, alerga alături de un preot, părintele Edward Daly, când a fost împușcat în spate.
Un alt grup de oameni a fugit în parcul auto din Glenfada Park, care era, de asemenea, o zonă de curte înconjurată de apartamente. Aici, soldații au împușcat oamenii peste parcul auto, la aproximativ 40-50 de metri distanță. Doi civili au fost uciși și cel puțin patru răniți. Raportul Saville a spus că „probabil” cel puțin un soldat a tras din poziția șoldului spre mulțime, fără să fi țintit.
Soldații au trecut prin parcare și au ieșit prin cealaltă parte. Unii soldați au ieșit din colțul de sud-vest, unde au împușcat doi civili. Ceilalți soldați au ieșit din colțul sud-estic și au împușcat încă patru civili, ucigând doi.
Aproximativ zece minute au trecut între momentul în care soldații au condus spre Bogside și momentul în care ultimul civil a fost împușcat. Mai mult de 100 de focuri au fost trase de către soldați.
Unii dintre cei împușcați au primit prim ajutor de la voluntari civili, fie pe teren, fie după ce au fost duși în casele din apropiere. Apoi au fost duși la spital, fie în mașini civile, fie în ambulanțe. Primele ambulanțe au sosit la 16:28. Cei trei băieți uciși la baricada de dărâmături au fost duși la spital de către parașutiști. Martorii au spus că parașutiștii au ridicat cadavrele de mâini și picioare și le-au aruncat în spatele mașinii lor ca și cum ar fi fost „bucăți de carne”. Raportul Saville a fost de acord că aceasta este o „descriere exactă a ceea ce s-a întâmplat”. Se spune că parașutiștii „s-ar fi simțit în pericol, dar în opinia noastră acest lucru nu le oferă nici o scuză”.

## Anchetarea evenimentului
Două investigații au fost realizate de guvernul britanic. Tribunalul Widgery, care a avut loc imediat după incident, a exonerat în mare măsură soldații și autoritățile britanice de orice vină. A descris împușcăturile soldaților ca fiind „aproape neglijente”, dar a acceptat afirmațiile lor că au împușcat oameni care aveau pistoale și aruncătoare de bombe. Raportul a fost criticat pe scară largă ca o "acoperire a crimelor". Ancheta Saville, prezidată de lordul Saville din Newdigate, a fost înființată în 1998 pentru a reinvestiga incidentul. În urma unei anchete care a durat 12 ani, raportul lui Saville a fost făcut public în 2010 și a concluzionat că crimele au fost atât „nejustificate”, cât și „nejustificabile”. Ea a constatat că toți cei împușcați au fost neînarmați, că nici unul nu reprezenta o amenințare serioasă, că nu s-au aruncat bombe și că soldații „au prezentat cu bună știință mărturii false” pentru a justifica împușcăturile lor. La publicarea raportului, premierul britanic David Cameron a cerut oficial scuze în numele Regatului Unit. După aceasta, poliția a început o investigație de crimă în privința uciderilor.
Duminica sângeroasă a reprezentat unul dintre cele mai importante evenimente ale „tulburărilor”, deoarece un număr mare de cetățeni civili au fost uciși de către forțe ale statului, în deplină vizibilitate a publicului și a presei. Acesta a fost cel mai mare număr de oameni uciși într-un singur incident armat în timpul conflictului. Duminica sângeroasă a sporit ostilitatea naționalistă catolică și irlandeză față de armata britanică și a agravat conflictul. Sprijinul pentru armata republicană irlandeză provizorie (IRA) a crescut și a existat o creștere a recrutării în cadrul organizației, în special la nivel local.